# James Manahan
James Manahan (* 12. März 1866 bei Chatfield, Minnesota; † 8. Januar 1932 in Saint Paul, Minnesota) war ein US-amerikanischer Politiker. Zwischen 1913 und 1915 vertrat er den Bundesstaat Minnesota im US-Repräsentantenhaus.

## Werdegang
James Manahan besuchte die öffentlichen Schulen seiner Heimat und danach bis 1886 die Winona Normal School. Anschließend unterrichtete er zwei Jahre lang als Lehrer in Graceville. Nach einem anschließenden Jurastudium an der University of Wisconsin in Madison und seiner im Jahr 1889 erfolgten Zulassung als Rechtsanwalt begann er in Saint Paul in diesem Beruf zu arbeiten. 1895 verlegte er seinen Wohnsitz und seine Kanzlei nach Lincoln in Nebraska. Zehn Jahre später zog er nach Minneapolis, wo er bis 1912 weiterhin als Anwalt arbeitete. Politisch wurde er Mitglied der Republikanischen Partei.
Bei den Kongresswahlen des Jahres 1912 wurde er im damals neu geschaffenen zehnten Wahlbezirk von Minnesota in das US-Repräsentantenhaus in Washington, D.C. gewählt. Dort trat er am 4. März 1913 sein neues Mandat an. Da er im Jahr 1914 auf eine weitere Kandidatur verzichtete, konnte er bis zum 3. März 1915 nur eine Legislaturperiode im Kongress absolvieren. In dieser Zeit wurden dort der 16. und der 17. Verfassungszusatz verabschiedet.
Nach seinem Ausscheiden aus dem US-Repräsentantenhaus arbeitete James Manahan wieder als Anwalt. Er starb am 8. Januar 1932 in Saint Paul.